# Столичний округ Барселона

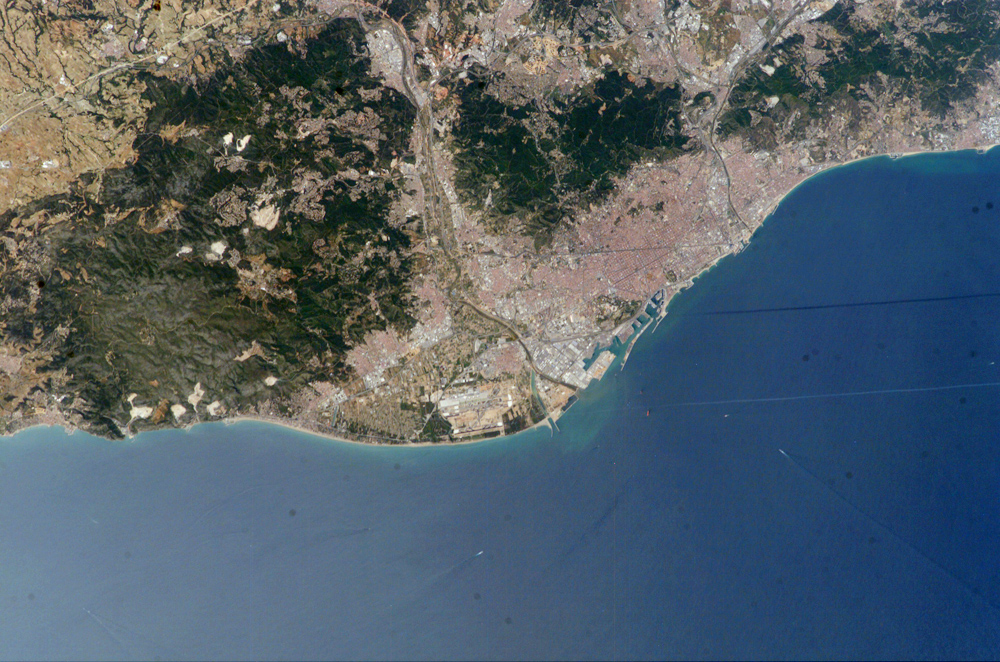
Вигляд із супутника центральної частини столичного регіону Барселони

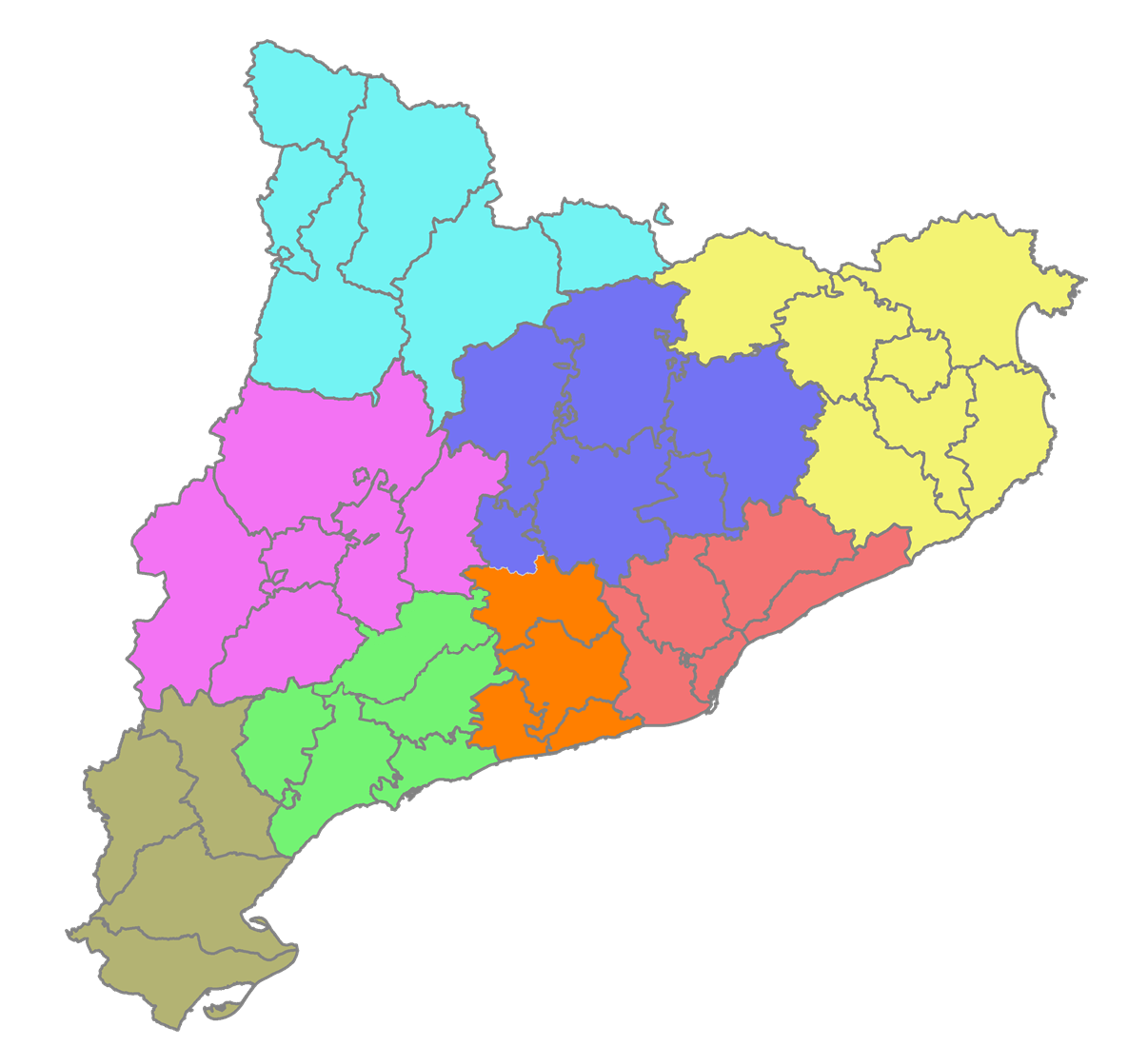
Територія Столичного округа Барселона на карті Каталонії

Столичний округ  Барселона або (бегерія) Барселона є однією з восьми територіальних функціональних зон (регіональних підрозділів) , визначених у Генеральному територіальному плані Каталонії, Іспанія. Його головним центром є місто Барселона, де проживає майже 29% населення бегерії.
Територія Столичного регіону Барселони з кількістю населення 5 727 615 осіб на стан 2022 року  займає площу 7726,36 км²  та має щільність 741,3 осіб/км². Це становить 10% усієї території Каталонії та зосереджує 68% її населення. На даний момент бегерія Барселона має одну з 10 найбільших європейських столичних агломерацій та другу в Іспанії.  
Столичний округ  Барселона займає провідну позицію серед промислових районів країни та входить у вісь економічного та ділового розвитку в Західному Середземномор'ї. Майже третина трудових ресурсів регіону працює в промисловості.
Тут зосереджено 58% промислових земель Каталонії та забезпечується приблизно 70% ВВП Каталонії та 12% ВВП Іспанії.

## Характеристика бегерії
Регіон був визначено у 1987 році в законах про територіальне планування, затверджених парламентом Каталонії. 
Столичний округ Барселона розташований у центральній частині Прибережної западини Іспанії та Каталонського прибережного хребта. 
Бегерія Барселона  розташована  в центрі автономної спільноти Каталонія. Межує з каталонськими провінціями Таррагона, Льєйда та Жерона, має вихід до Середземного моря.
Столичний регіон Барселони в рельєфі має два різновисокі гірські хребти, що простягаються на північний схід і південний захід паралельно узбережжю. Каталонський прибережний хребет має висоти від 1100 до 1700 метрів над рівнем моря. Каталонський береговий хребет має максимальні висоти від 500 до 700 метрів. Між двома гірськими хребтами простягається Прибережна западина, яка представляє невелике розширення в центральній частині, де розташоване місто Барселона.
Загалом течії річок відповідають орієнтації Каталонської прибережної западини. Центральну частину перетинають річки та потоки, які течуть в напрямку північ-південь, такі як Ріполь та Льобрегат, які створюють поперечні коридори. Прибережну рівнину перетинають невеликі річки та струмки з помітною мінливістю течії.
Розташування гірських хребтів створило труднощі для природного сполучення між узбережжям і внутрішніми районами країни. Існування річок, наприклад, Льобрегат і Бесос, частково зруйнували ці природні бар'єри та дозволили комунікації. 
При високій густоті населення, Барселона є другою іспанською провінцією з найбільшою густотою лісів  (33 000 дерев/км²). Природні заповідники, що розташовані на території бегерії Барселона: природний парк Гарраф, природний парк Сант-Льоренс-дель-Мунт-і-л'Обак, Серра-де-Коллсерола та природний парк Монтегре та Коредор.

## Населення
За останні п'ятдесят років можна виділити три чіткі фази демографічного процесу в бегерії Барселона: інтенсивне зростання, перерозподіл території та відновлення за рахунок імміграції.
У п'ятдесяті, шістдесяті та на початку сімдесятих років минулого століття спостерігався позитивне сальдо внутрішньої міграції з інших регіонів Іспанії. Мігранти, як правило, осідали частіше в Барселоні, а потім у найближчих муніципалітетах. Населення бегерії Барселона зросло до 2 272 585 осіб, вдвічі збільшившись за декілька десятиліть.
У десятиліття вісімдесятих і частину дев'яностих років населення залишалося між 4 238 876 і 4 228 048 осіб. У цей період напрямки переселення були з найбільш населених районів у менш населені через доступність житла і пошуком іншого середовища для проживання. За даними сайту "Офіційна статистика Каталонії" між 1981 і 1996 роками найбільш густонаселені муніципалітети Барселони зменшили кількість населення, а деякі муніципалітети в Баш-Маресме, Ель-Вальєсі чи Гаррафі подвоїли чи навіть потроїли своє населення.
З кінця 1990-х років спостерігається підйом народжуваності. В цей час почалось прибуття міграційних контингентів з інших країн. Між 2000 і 2006 роками кількість мігрантів, зросла з 88 049 до 516 968 осіб.

У 2018 році  населення округу становило 4 849 691 осіб, у 2019 році - 4 866 555 осіб 

Карта адміністративного поділу території Столичного округа Барселона
Ал-Пенедес
Ґарраф
Баш-Любрагат
Барсалунес
Бальєс-Уріантал
Марезма
Бальєс-Уксідантал

## Адміністративний  поділ
Відповідно до Закону про Бегерію, з 2017 року бегерія Барселона має в складі кумарки Бальєс-Уксідантал, Бальєс-Уріантал, Барсалунес, Баш-Льобрагат, Гарраф, Маресма. Кожна кумарка поділена на муніципалітети. Це співіснування дає змогу задовольнити запити громадян різних рівнів, але водночас обумовлює розвиток та територіальне планування. Основною функцією кумарка є підтримка муніципальної адміністрації в усіх тих питаннях, у яких через обмеженість ресурсів або неспроможність вони самі не можуть розвиватися.

### Муніципальна карта
В даний час територія складається з 164 муніципалітетів із середньою площею 19,7 квадратних кілометрів: 27 з Альт-Пенедеса, 30 з Байкс-Льобрегат, 5 з Барселонес, 6 з Гаррафа, 30 з Маресме, 23 з Валлес-Оксиденталь і 43 з Валлес-Оріенталь. Найбільш густонаселений муніципалітет — Барселона, з 1 595 110 жителями. Така кількість територіальних одиниць з місцевими адміністраціями сильно обумовлює територіальне планування, яке вимагає координацію муніципального містобудування.
| Кумарок           | Кількість, осіб |
| ----------------- | --------------- |
| Бальєс-Уксідантал | 937 508         |
| Бальєс-Уріантал   | 414 570         |
| Барсалунес        | 2 314 620       |
| Баш-Льобрагат     | 834 653         |
| Гарраф            | 150 887         |
| Маресма           | 458 626         |

### Землекористування та управління територією
Бегерія Барселона складається з 36 муніципалітетів.
У 1987 році реконструкція муніципальної, окружної та провінційної влади в Каталонії, призвела до припинення повноважень територіальної одиниці «Барселонська столична корпорація», що складалась з Барселони та 26 муніципалітетів, та займалася, серед іншого, такими питаннями, як міське планування та транспорт. Було передано повноваження у питаннях міського планування Женералітату та іншим столичним установам. Вони орієнтуються на співдружності муніципалітетів, транспортній мережі та використовування природного середовища. 
У  2020 році  Департамент територіальної політики та громадських робіт Женералітату Каталонії представив проект плану столичної території Барселони, який розмежовує зони ландшафту та стратегічного інтересу, сприяє якісній мережі доріг та залізниць, а ще відокремлює зони, які треба зберегти. Всього в столичному округу Барселона було створено три зони управління, транспорту та довкілля. Кількість населення по зонам представлена у таблиці:
|           | Населення | Площа | Щільність |
| --------- | --------- | ----- | --------- |
| Барселона | 1,595,110 | 101   | 15,793    |
| 1-а зона  | 1 555 270 | 532   | 2,923     |
| 2-а зона  | 1 456 937 | 1,362 | 1070      |
| 3-я зона  | 747,810   | 2,273 | 329       |
| Загально  | 5,355,127 | 4,268 | 1,255     |

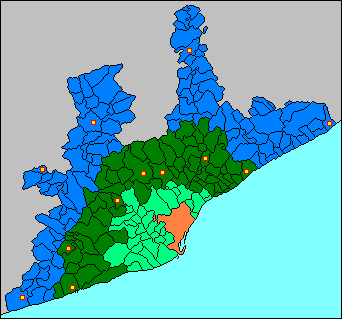
Зони Столичного округа Барселона

- Перша зона: вона утворює столичний округ Барселона. Це міська зона, яка включає само місто Барселону та інші великі міста: Оспіталет-де-Льобрегат, Бадалона, Сант-Адріа-да-Базос або Санта-Кулома-де-Граманет. В цю зону також входять промислові зони та інфраструктура.

- Друга зона: вона вважається територією, що знаходиться навколо  мегаполісу Барселони та складається з поясу міст, таких як: Віланова-і-ла-Желтру, Вілафранка-дель-Пенедес, Мартурель, Тарраса, Сабадель, Гранульєрс, Матаро. Щоб поєднати цей міський пояс із залізничним сполученням, Женералітат Каталонії проектує створити «орбітальну лінію» або четверту залізничну зону, що з'єднає Біланоба-і-ла-Жалтру з Матаро за допомогою 119-кілометрової залізниці.[11]
- Третя зона: територія, яка розглядається для подальшого розширення. Тут розширення буде радіальним, а розвиток буде обмежений річками, горами, природними заповідниками та іншими природними перешкодами.